# Последний козырь
Последний козырь (фр. Dernier Atout) — французский криминальный фильм 1942 года, поставленный режиссером Жаком Беккером.

## Сюжет
Действие фильма происходит в 1940 году в городе Карикаль, столице вымышленной южноамериканской страны. На выпускном экзамене полицейской школы Монтес и Кларенс получают одинаковые баллы. Насколько Монтес симпатичен всем своим товарищам, столь же Кларенс раздражает их своей самоуверенностью, надменностью и дерзкой беспечностью. Чтобы разобраться между собой, они просят директора школы поручить им одно уголовное дело. И вот они вдвоем расследуют убийство господина Коллинза, совершенное в гостинице «Вавилония». Пресловутый Коллинз ― не кто иной, как Тони Аманито, названный в США врагом государства № 1. Монтес быстро получает свидетельство вдовы, что признается в убийстве. На этом расследование и закончилось бы, ведь Монтес и без того лучший выпускник, если бы оба соперника не чувствовали, что вдова, знаменитая «Женщина в жемчугах» — не настоящая убийца. Они договариваются вместе разгадать эту тайну.
Кларенс, который нашел 200 000 долларов, принадлежавших Аманито, похищенный бандой Руди Скора, бывшего сообщника Аманито, которого тот позже предал. Кларенс узнает, что Аманито убила человека Руди Скора. Но Руди интересует прежде всего одно: вернуть себе добычу Аманито, на которую он предъявляет права. Дело в том, что 200 000 долларов — лишь половина суммы. Кларенс, что из расчета ухаживает за сестры Руди Скор Беллы, делает вид, что хочет вступить в банду и получить право на свою долю. Руди завладевает второй половиной добычи — колье из жемчужин, что принадлежит вдове Аманито, которую тем временем отпустили из полиции, установив за ней слежку. Но бандиты его убивают.
Кларенс общается с Монтесом и с полицией по телефонной линии Скора, подключенной к громкоговорителя. Скор разгадывает этот маневр и собирается расправиться с Кларенсом, которого в последнюю секунду спасают товарищи. После автомобильной погони, которая завершилась в тоннеле, Руди Скор погибает, а Кларенс получает легкое ранение. Директор решает ввести в полицейской школе новую традицию: отныне в каждом выпуске будет двое лучших учеников.